# Tetérevo
Tetérevo (en rus: Тетерево) és un poble de l'óblast de Tula, a Rússia, segons el cens del 2010 tenia 28 habitants.